# Ievgueni Miller
Pour les articles homonymes, voir Miller.
Ievgueni Karlovitch Miller (du russe : Евгений Карлович Миллер), né Eugen Ludwig Müller, est né le 25 septembre 1867 à Dvinsk, en Lettonie, et mort assassiné le 11 mai 1939 à Moscou.
Ievgueni Miller, lieutenant-général en 1915, est le chef des Armées blanches dans le nord de la Russie en 1919-1920, pendant la guerre civile russe. Après la guerre, il part en exil à Paris. À partir de 1930, il est le chef des opposants au communisme dans les milieux de l’émigration blanche et de la ROVS. Le 22 septembre 1937 il est enlevé par des agents du NKVD et conduit à Moscou, où il est assassiné le 11 mai 1939.

## Biographie

### Avant la révolution de février

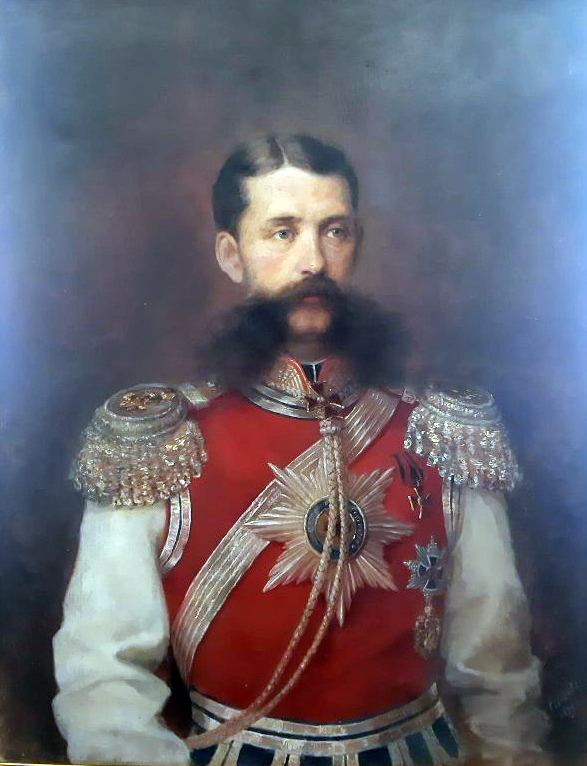
Son beau-père, le général de cavalerie, Nicolas Nikolaïevitch Chipov.

Ievgueni - ou Eugène en français - Miller est un officier de carrière né dans une famille de militaires, issue de l'aristocratie germano-balte, à Dvinsk, dans une Lettonie appartenant à l’empire russe, depuis la défaite du roi de Suède au XVIIIe siècle. À l'âge adulte, il se rappellera son éducation :
« À la maison, mes parents depuis l'enfance m’ont élevé comme un chrétien. Ils m’ont enseigné en premier le respect de la personne humaine, qu’ils soient plus riches que nous ou plus pauvres. Et puis ils m’ont appris à être juste dans mes relations avec les hommes, à bien comprendre les différences entre le bien et le mal, à être sincère, à ne pas tromper les autres et mentir, à dire donc la vérité, être humain et à n’avoir aucune cruauté envers les animaux. Ce sont les valeurs qui m’ont guidé depuis l'enfance. »

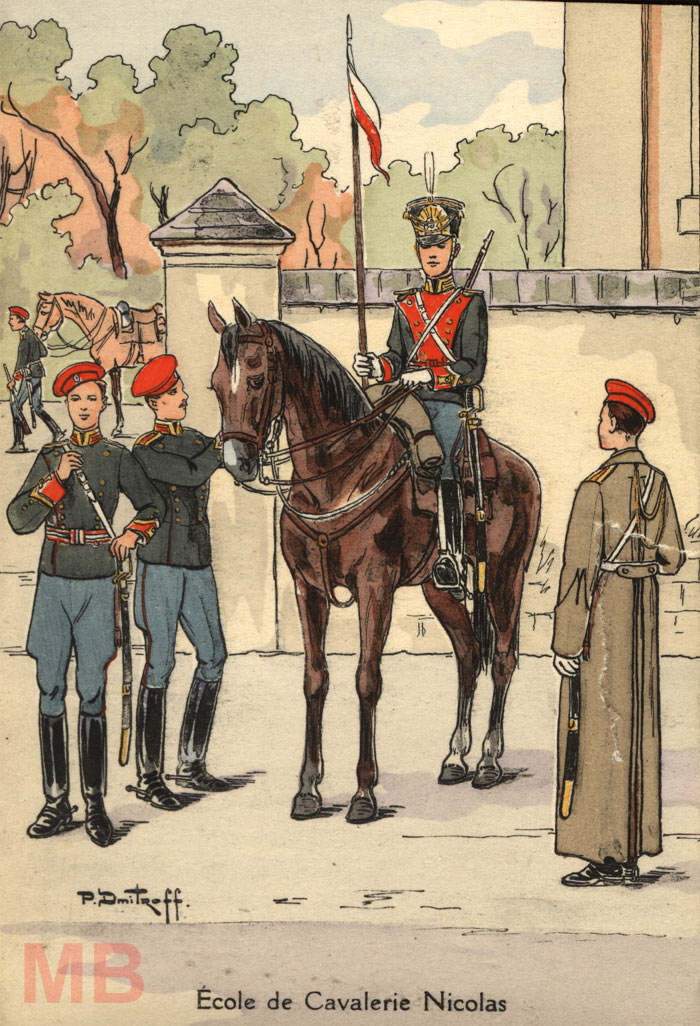
École de cavalerie Nicolas.

Sa femme Nathalie, née Chipova, est la fille du général de cavalerie Nicolas Nikolaïevitch Chipov et de Sophie Petrovna Lanskoï.
Ievgueni Miller passe par une école de cadets (1884), puis par l'École de cavalerie Nicolas à Saint-Pétersbourg (1886), et enfin obtient un diplôme de l’Académie d’état-major. Il sert dans la Garde impériale de Russie.
Comme il est doué pour le français et les langues étrangères, entre 1898 et 1907, il est attaché militaire de Russie dans plusieurs capitales européennes comme Rome, La Haye et à Bruxelles.
Miller revient en Russie et en décembre 1907 prend le commandement du 7e régiment de hussards biélorusses, puis en août 1909 il est général-major.  Il dirige en mai 1910 l'École de cavalerie Nicolas. À partir d’octobre 1912, il chef d'état-major du district militaire de Moscou.
Au cours de la Première Guerre mondiale, il dirige le district militaire de Moscou et la Ve armée russe et est promu au grade de lieutenant général. Ses subordonnés et ses supérieurs s’accordent pour voir en lui un stratège hors pair.

### Deux révolutions
En avril 1917, il commande le 26e corps d’armées dans les Carpates. Nous sommes après la révolution de Février  et le général Miller est opposé aux mutineries dans l'armée russe. Après avoir ordonné d'enlever les brassards rouges à ses soldats, ils se mutinent et le blessent grièvement par balle. Il est arrêté par ses propres soldats, puis conduit sous escorte à Petrograd. Là il est jugé sur la demande du soviet, mais acquitté à la demande de ses chefs.
Toutefois il survit, et en août 1917 il est envoyé par Kerensky comme délégué militaire auprès de l’état-major sur le front italien. Dès le début de la révolution de Février, les États-Unis commencent à fournir un appui économique et technique au gouvernement provisoire russe afin qu'il puisse continuer à combattre les Empires centraux et ottoman. L'offensive russe du 18 juin 1917 est  arrêtée et ses armées défaites. L'armée russe est en proie à de nouvelles mutineries et des désertions. Le matériel de guerre allié s'accumule dans les entrepôts d'Arkhangelsk et Mourmansk.
Les bolcheviks arrivent au pouvoir en octobre 1917 et mettent en place un gouvernement communiste. Cinq mois plus tard, ils signent le Traité de Brest-Litovsk avec les Allemands, qui met fin officiellement à la guerre sur le front de l'Est. Cela permet aux Allemands de commencer le redéploiement des troupes à l'Ouest, où les armées britannique et française épuisées n'ont pas encore été renforcées par le corps expéditionnaire américain. Quelques mois après son arrivée en Italie, Ievgueni Miller  apprend donc que les Bolcheviks ont pris le pouvoir et qu’il est condamné à mort par contumace. Ievgueni se rend à Paris et organise le transfert des unités russes présentes sur le front occidental et dans les Balkans.

### Guerre civile russe

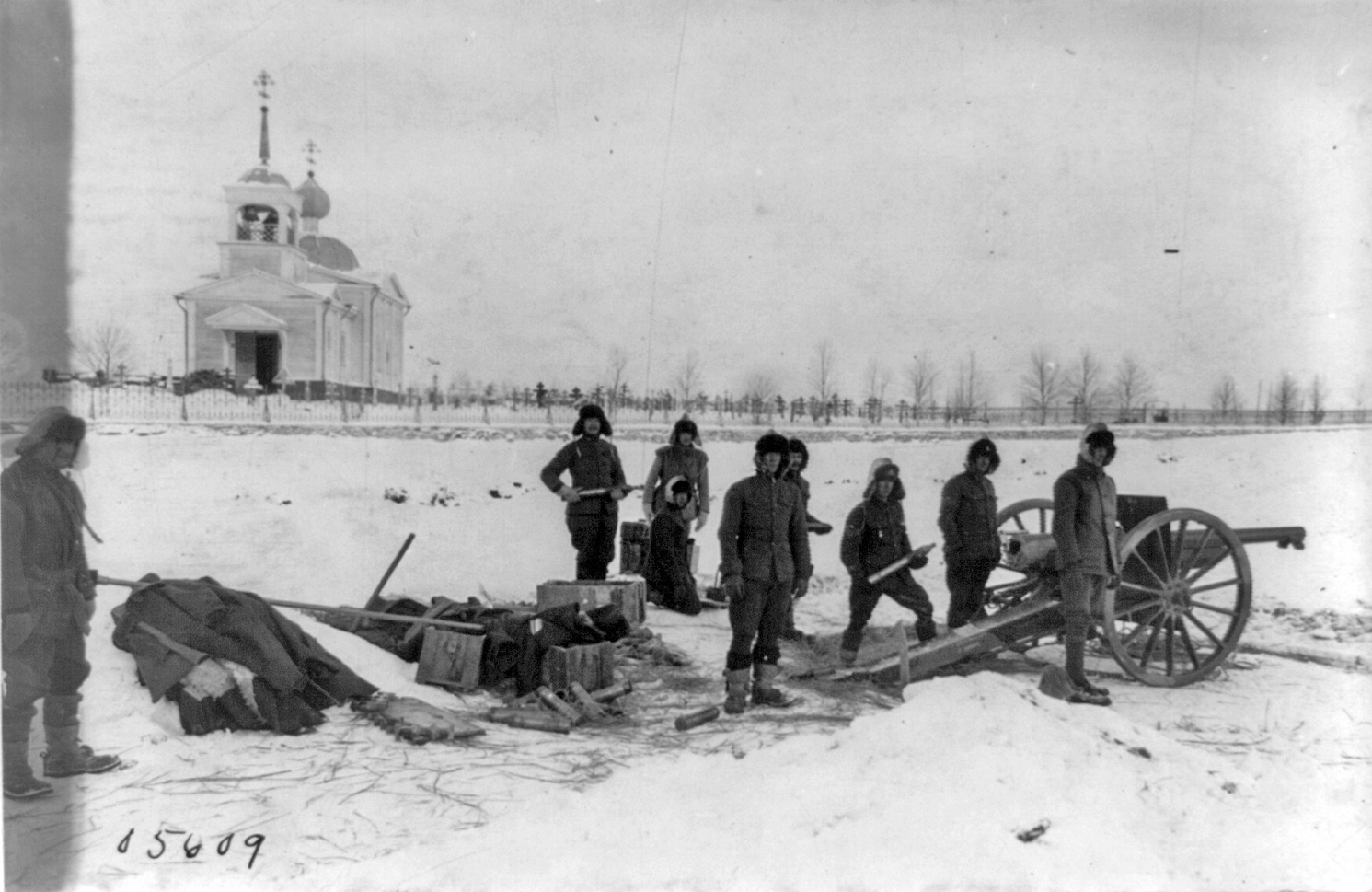
Troupes américaines sur le front nord.

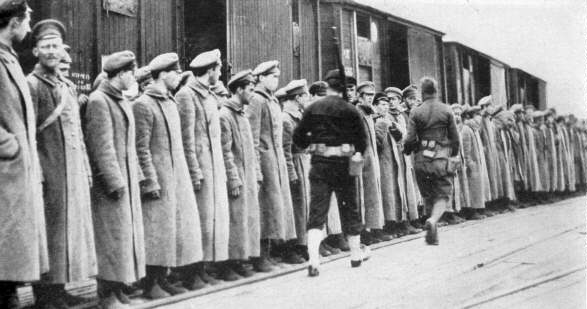
Prisonniers bolcheviks.

Les alliés apprennent qu’en avril 1918 une division des troupes allemandes a débarqué en Finlande, menaçant de capturer le chemin de fer Mourmansk-Pétrograd, le port stratégique de Romanov-sur-Mourman (Mourmansk) et peut-être même la ville d'Arkhangelsk. Face à cette série d'événements, les dirigeants britannique et français décident que les alliés doivent entreprendre une intervention militaire dans le nord de la Russie. En juillet 1918, contre l'avis de son Département de la guerre, le Président Wilson accepte finalement une faible participation à cette campagne des contingents de soldats de l'armée américaine.
Les officiers de Mourmansk, dont ceux du cuirassé Tchesma et du croiseur Askold, se joignent à partir du 23 juin 1918 aux troupes alliées débarquées et vont combattre les Bolcheviks, notamment sur le fleuve Dvina septentrionale.
Le 31 juillet le général Pool s’empare d’Arkhangelsk après un soulèvement, organisé par des officiers russes, qui chasse les rouges. Cette campagne voit une attaque aéronavale appuyant le débarquement de troupes pour prendre une batterie encore tenue par les Bolcheviks. Un gouvernement socialiste dirigé par Nikolaï Tchaïkovski, favorable aux alliés, est établi pour unifier les différentes factions anti-bolcheviques.
En novembre 1918, ce gouvernement antibolchévique demande au général Miller de les rejoindre dans la région du Nord et de devenir gouverneur-général des oblasts du nord. Le 1er janvier 1919 il arrive à Arkhangelsk, où il est nommé directeur des affaires étrangères du gouvernement, et le 15 janvier il est nommé Gouverneur général de la région du Nord et commande les armées blanches de cette région du nord de la Russie.

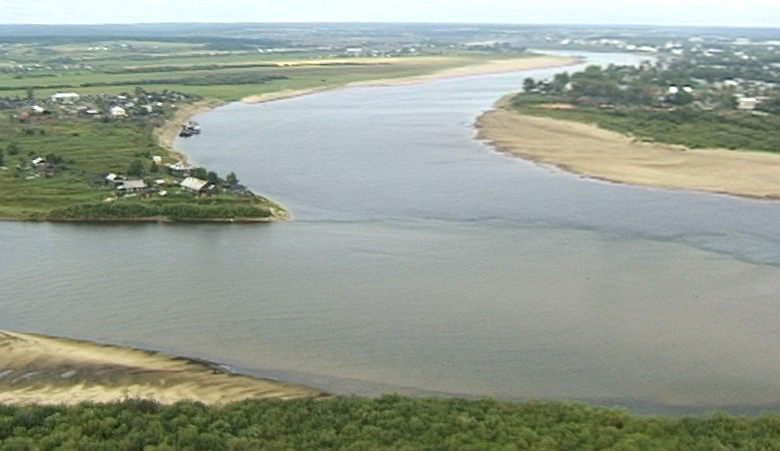
La Dvina septentrionale.

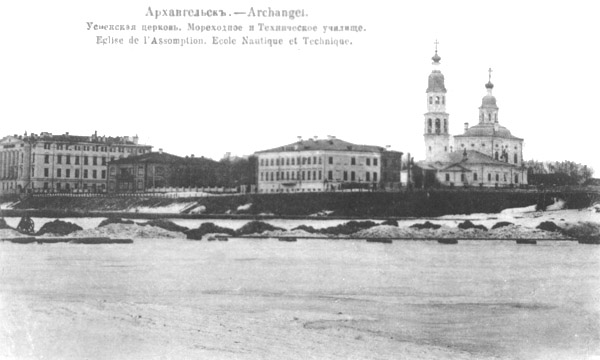
Arkhangelsk.

C’est le général Miller qui, avec l’aide du général Lord Rawlinson, lance le long de la Dvina septentrionale une attaque qui malgré quelques succès doit s’arrêter en août 1919. Les combats sont acharnés entre les rouges et les bataillons polonais et russes blancs. Même les assauts amphibies dirigés par les marines américains, avec l'appui d'artillerie coordonnée de la terre et du fleuve, ne permettent pas de percer le front ennemi. Les Bolcheviks disposent de canonnières, les alliés d’hydravions. Les Américains vont jusqu’à Chenkoursk, mais ils tombent sur le gros de la VIIe armée rouge et doivent se replier.
Après échec de l'avance contre l'Armée rouge le long de la Dvina septentrionale, les forces britanniques se retirent de la région. Depuis le début de l’année des journaux comme le Daily Express affirment, contrairement à l'avis de Winston Churchill, que les plaines gelées de l'Europe de l'Est ne valent pas les os d'un grenadier. En septembre 1919, les hommes de Miller se retrouvent donc seuls face à l'ennemi. Le commandant anglais, le général Pool, propose à Miller d’évacuer les survivants, mais celui-ci refuse. Il est bien décidé à continuer la lutte jusqu’au bout.
Les positions des troupes blanches sont néanmoins maintenues jusqu’au 19 février 1920. Ses 10 000 hommes harcèlent la VIIe armée rouge. Ils soulagent la peine des autres armées blanches. Mais celles-ci sont contraintes de se replier et Miller se résigne à quitter Arkhangelsk. Il embarque, accompagné de 800 survivants et de beaucoup de civils fuyant les rouges, sur le brise-glace Kouzma Minine, un navire de guerre, et le yacht Yaroslavna. Les ouvriers du port et les matelots rouges leur tirent dessus. Ils doivent franchir des bancs de glace et essuyer les tirs de destroyers de la marine bolchevique. Les marins restés fidèles réussissent à les transporter en Norvège, où ils arrivent le 26 février 1920.

### Après la guerre civile russe
Le général Miller choisit Paris pour s'y établir avec sa femme, son fils et ses deux filles. Resté en liaison avec le général Wrangel, il joue un rôle important dans l'émigration blanche.
Le général Wrangel, commandant en chef des survivants des armées blanches, essaie de rebâtir une armée capable de harceler les Bolcheviks et préparer un débarquement en Russie d'une armée de libération. Il nomme le général Miller plénipotentiaire pour les affaires militaires, puis, en 1922, il lui demande de remplacer son chef d'état-major. Un an plus tard, Wrangel et le grand-duc Nicolas Nikolaïevitch de Russie demandent à Miller de gérer les fonds des armées blanches en exil. Le ROVS formé par le général Wrangel en 1924, joue un rôle important dans la survie des réfugiés militaires. Dispersés à travers le monde, souvent sans biens et ressources, de nombreux émigrés doivent faire face à une vie de pauvreté et de dénuement. Ils n'ont pas un accès facile aux aides gouvernementales et des contacts avec les associations de bienfaisance des pays d'accueil.
Le général Miller est nommé par Koutiépoff en 1929 premier vice-président du ROVS. Le lendemain de l'enlèvement de Koutiépoff il le remplace comme président le 27 janvier 1930. C'est une tâche à la fois difficile, mais aussi dangereuse.
Le général n'est pas un Koutiépoff qui fonçait sur Moscou en 1919 avec quelques régiments. Il n'a pas le caractère et le passé glorieux d'un Koltchak et il n'est pas un héros comme Kappel chargeant à la tête de ses troupes. Ils sont morts et le baron Wrangel meurt lui aussi ! Le général Miller est un officier d'état-major « qui cambre la taille, qui claque des talons et salue comme autrefois », mais l'exil l'a vieilli. Selon Marina Grey, fille du général Dénikine, c'est « un homme de 1,70m, rougeaud, et son visage rond correspond à sa bonhommie. » Il est toujours prêt à pardonner. Néanmoins, il est très travailleur et va essayer de relancer la lutte contre les Soviétiques. Et puis il est président d'un grand nombre d'autres associations d'anciens combattants russes.
Dans un article intitulé Pourquoi sommes-nous inconciliables, il expose les raisons de son combat contre le gouvernement bolchevik :
« La foi orthodoxe, la patrie et la famille sont les trois piliers sur lesquels le peuple russe doit  bâtir sa vie et sa nation. Par la guerre civile où ils se sont montrés impitoyables, les communistes ont usurpé le pouvoir qu'ils nomment soviétique. Dans mon âme vivent maintenant trois sentiments : une haine sans bornes des Bolcheviks, l'espoir que je vais pouvoir participer au renversement du pouvoir et ma croyance en la renaissance imminente de la Russie. »

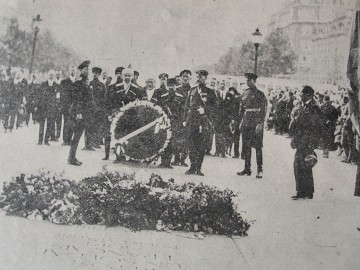
Le général Miller et ses cosaques à l'Arc de Triomphe en 1930.

Le nouveau président du ROVS loue un vaste appartement dans le 8e arrondissement de Paris, 29 rue du Colisée, et recrute des permanents. Mais il veut faire fructifier le trésor de son organisation. Il investit quelques millions dans les affaires d'Ivar Kreuger. L'escroc se suicide et ruine ses innombrables actionnaires, dont le ROVS.
Le 6 septembre 1930, les Cosaques du Kouban, avec à leur tête l'ataman Afrikan Bogaïevski défilent place de l'Étoile. Près de 1 500 cosaques, représentants d'associations ou d'unions militaires cosaques, se retrouvent autour de leurs généraux et de représentants de leurs associations. Le général Miller et le général Nikolaï Baratov sont présents à la cérémonie.
Dans la seule France résident officiellement 400 000 émigrés russes, dont le plus grand nombre est organisé militairement sous le commandement du général Miller, successeur de Koutiépoff, qui rêvent de reconquérir la Russie et d’y restaurer l’ancien régime impérial : « Nous avons 100 000 hommes complètement exercés qui sont prêts à marcher sur Moscou, déclare le général Miller au cours d’une interview en 1931. Je peux les mettre en campagne dans les vingt-quatre heures. »

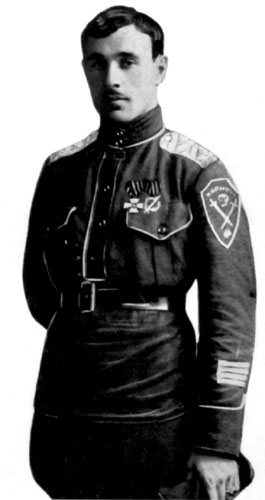
Général Nikolaï Skobline.

Certains membres partent combattre en Espagne en 1936 dans les rangs des monarchistes, les Requetés. Le général Fok, venu d'Espagne en permission, conte les exploits des volontaires Russes blancs au service de Franco qui, dit-il, se battent vaillamment.
L'association est toutefois divisée et « les 100 000 hommes complètement exercés » ne sont certainement plus qu'environ 40 000 (en partie aussi du fait du vieillissement de ces anciens combattants). Mais le nazisme, pourtant raciste à l'égard des Slaves, et même le communisme, trouvent quelques adeptes parmi ses membres. Le général Chatilov, ancien chef d'État-Major de Wrangel accueille des journalistes de La Pravda. Un autre de ses bras droits, Nikolaï Skobline, est un agent soviétique depuis 1930. Il travaille pour Reinhard Heydrich, sur ordre de Staline. Tous ces traîtres à la cause tsariste vont très certainement être à l'origine de l'enlèvement d'un général Miller trop confiant.
Lorsqu'éclate en février 1935 la révolte des maréchaux, Miller se doute que Chatilov n'y est pas étranger, mais estime de son devoir de réagir « diplomatiquement ». Les conjurés ont à leur tête les généraux Skobline, Tourkoul et Fok, et veulent transformer l'organisation en un parti politique moderne. Skobline va très certainement trahir. Fok trouve la mort des braves aux côtés des Carlistes. Tourkoul crée l'Union nationale russe et par haine des Bolcheviks va se retrouver à créer une division en Autriche pendant la Seconde Guerre mondiale.
Il est donc impossible pour Miller de maintenir l'unité des Russes blancs, qui n'a d'ailleurs certainement existé que du temps de Wrangel. Une information, difficilement vérifiable comme tout ce qui touche à cette affaire, nous dit que Mikhaïl Toukhatchevski, envoyé en 1937 à Londres aux funérailles de George V pour représenter l’Union soviétique, aurait fait part à Miller de ses soupçons à l’endroit de Skobline  trois mois avant l’enlèvement du chef de la ROVS.

### Enlèvement et assassinat
Le général Miller est enlevé après avoir été piégé dans un rendez-vous avec de faux diplomates allemands, avec Nikolaï Skobline qui parviendra à s'enfuir mais mourra peu après en Espagne, et Nadejda Plevitskaïa qui fut arrêtée et condamnée à vingt ans de prison, et y mourra en 1940[réf. souhaitée].
Miller est en effet attiré dans une école destinée aux enfants du personnel de l'ambassade soviétique, installée 41 boulevard de Montmorency (16e arrondissement de Paris), et kidnappé par le NKVD. Il est ensuite transporté dans une caisse jusqu'au Havre, laquelle est convoyée à bord du navire Maria Oulianova. Arrivé en URSS, il est emprisonné dans la Loubianka. Le 30 mars 1938 le général demande à Nikolaï Iejov, chef suprême du NKVD, « le nabot sanguinaire », responsable des Grandes Purges staliniennes, à visiter une église orthodoxe, expliquant qu'il ne risque pas d’être reconnu et qu’il peut se maquiller ou se déguiser. Le 16 avril, Miller demande un évangile et une histoire de la vie des saints, du papier et un stylo. En vain. Il est en revanche torturé pendant des mois. Puis, le général Miller est condamné à mort par le Collège militaire de la Cour suprême de l'URSS et exécuté le 11 mai 1939.
« Le général Miller, successeur de Koutiepov à la présidence de l’Association des Anciens Combattants russes, disparaît à son tour, en plein Paris. On ignore également ce qu’est devenu son collaborateur, le général Skobline. Sept ans après, les mêmes évènements se reproduisent. La seule piste suivie par les enquêteurs aboutit à un cargo russe, le Maria Oulianova, qui quitte précipitamment le Havre dans la soirée du 22 septembre. Mais l’enquête sera encore plus bâclée qu’en 1930 : Il ne fallait, à cette époque, causer nulle peine, même légère, à l’URSS ».
Vassili Orekhov, rédacteur en chef du magazine La sentinelle, qui reflète cette fois-ci, la position de la ROVS, écrit : « Son honnêteté, son esprit de sacrifice était impeccable, il l’a conservé jusqu'au dernier jour de sa vie. »
Evguéni Miller est l’oncle de Lily Sergueïev, espionne ayant opéré durant la Seconde Guerre mondiale.